# Willard Scott

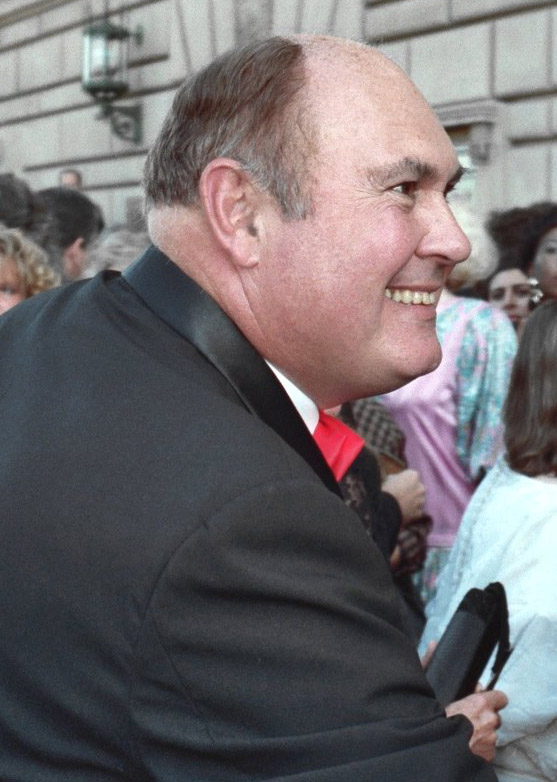
Willard Scott, 1990

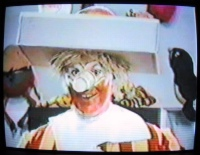
Willard Scott als Clown Ronald McDonald, 1963.

Willard Herman Scott (* 7. März 1934 in Alexandria, Virginia; † 4. September 2021 in Delaplane, Virginia) war ein US-amerikanischer Schauspieler, Autor und Berufsclown. Er wurde vor allem als Darsteller des Clowns Bozo in der Kindersendung Bozo, der Clown (Bozo’s Circus) und als erster Darsteller der Werbefigur Ronald McDonald berühmt.

## Leben
Willard H. Scott wuchs in Alexandria im US-Bundesstaat Virginia auf und besuchte die George Washington High School. Danach besuchte er die American University und schloss mit dem Bachelor of Arts in Philosophie und Religion ab. Scott war von 1959 bis 2002 mit Mary Dwyer Scott verheiratet. Aus dieser Ehe sind ein Sohn und eine Tochter hervorgegangen.

## Karriere
Scott arbeitete in den 1960er Jahren als Radiomoderator und Berufsclown. Er war zunächst von 1959 bis 1962 in der Kindersendung Bozo, der Clown zu sehen, welche in Washington im Fernsehen ausgestrahlt wurde. 1963 produzierte das Unternehmen WRC-TV drei Werbespots mit Scott alias Ronald McDonald, die im Umkreis von Washington ausgestrahlt wurden. Bei einer Thanksgiving-Parade in Washington, D.C. hatte „Ronald“ als neues, offizielles Maskottchen von McDonald’s noch im selben Jahr seinen ersten öffentlichen Auftritt. Scotts Karriere als Ronald war allerdings im Jahre 1966 zu Ende. Von 1982 bis 1996 moderierte Scott in der Fernsehsendung The Today Show des Senders NBC als Wetteransager.

## Werke
Willard H. Scott verfasste mehrere Romane und Autobiografien:
- The Joy of Living
- Willard Scott’s All-American Cookbook
- America Is My Neighborhood
- The Older the Fiddle, the Better the Tune
- If I Knew It Was Going To Be This Much Fun, I Would Have Become A Grandparent First[3]